# Johann Friedrich Ludwig Hausmann
Johann Friedrich Ludwig Hausmann (Hannover, 22 febbraio 1782 – Gottinga, 26 dicembre 1859) è stato un mineralogista tedesco.

## Biografia
È nato ad Hannover e ha studiato a Gottingen, dove ha ottenuto un dottorato di ricerca. Due anni dopo aver fatto un giro geologico della Danimarca, Norvegia e Svezia nel 1807, è stato messo a capo di una struttura mineraria del governo in Westfalia, che ha istituito una scuola di miniere a Clausthal nelle montagne Harz. Nel 1811 è stato il professore di tecnologia e più tardi di geologia e mineralogia presso l'Università di Gottinga, che ha occupato fino alla sua morte. Inoltre, è stato segretario dell'Accademia reale svedese delle scienze per molti anni.
Nel 1813, è stato eletto membro straniero della Accademia reale svedese delle scienze. Ha pubblicato delle osservazioni sulla geologia e sulla mineralogia della Spagna, Italia, Europa centrale e Europa settentrionale. Scrisse osservazioni del gesso, pirite, feldspato, tachilite, cordierite e su alcune rocce eruttive, e dedicato molta attenzione ai cristalli sviluppati durante i processi metallurgici.
Nel 1816, con Friedrich Stromeyer, ha descritto il minerale allofane. Nel 1847 ha coniato il nome del minerale biotite in onore del fisico Jean Baptiste Biot. Ha anche coniato il nome della pyromorphite (1813) e rodocrosite (1813).